# Тенкава
Тенкава (яп. 天川村, てんかわむら, тенкава мура ) — село в Японії, у південно-центральній частині префектури Нара.